# Leonard Pietraszak
Leonard Pietraszak, né le 6 novembre 1936 à Bydgoszcz (aujourd'hui en voïvodie de Couïavie-Poméranie, au moment de sa naissance en Voïvodie de Poznań) et mort le 1er février 2023 à Varsovie (voïvodie de Mazovie), est un acteur de théâtre et cinéma polonais.

## Biographie
Leonard Józef Pietraszak est diplômé de l'École nationale de cinéma de Łódź en 1960. Sa carrière au cinéma commence en 1958, mais il se fait surtout connaître à la télévision où il joue dans de nombreuses séries. Il apparaît notamment sous les traits de Krzysztof Dowgird, le personnage principal de la série de télévision populaire de cape et d'épée Czarne chmury [Des nuages noirs]. Un vrai succès sur le grand écran l'attend en 1981, à la sortie de la comédie criminelle Vabank de Juliusz Machulski où il joue le directeur de banque Kramer. Il aura l'occasion de l'incarner une seconde fois dans Vabank 2 en 1984.
Leonard Pietraszak se produit sur la scène du théâtre Ateneum de Varsovie à partir de 1977.

## Filmographie
- 1959 : Cafe pod Minogą de Bronisław Brok
- 1967 : Stawka większa niż życie de Janusz Morgenstern et Andrzej Konic (série télévisée)
- 1969 : Gniewko, syn rybaka de Bohdan Poręba (série télévisée)
- 1969 : Comment j'ai provoqué la Seconde Guerre mondiale de Tadeusz Chemielewski
- 1972 : La Perle de la couronne de Kazimierz Kutz
- 1973 : Czarne chmury d'Andrzej Konic
- 1973 : Gniewko, syn rybaka de Bohdan Poręba (série télévisée)
- 1974 : Gniazdo (en) de Jan Rybkowski
- 1974 : Linia (pl) de Kazimierz Kutz
- 1975 : Czterdziestolatek (en) de Jerzy Gruza
- 1975 : W te dni przedwiosenne d'Andrzej Konic
- 1975 : Znikąd donikąd de Kazimierz Kutz
- 1976 : Daleko od szosy de Zbigniew Chmielewski
- 1976 : Motylem jestem, czyli romans 40-latka de Jerzy Gruza
- 1976 : Wielki układ de Zbigniew Kubikowski
- 1978 : Do krwi ostatniej... de Jerzy Hoffman
- 1979 : Rodzina Połanieckich de Jan Rybkowski (série télévisée)
- 1979 : Życie na gorąco d'Andrzej Konic (série télévisée)
- 1980 : Kariera Nikodema Dyzmy de Jan Rybkowski et Marek Nowicki (série télévisée)
- 1981 : Do krwi ostatniej de Jerzy Hoffman (série télévisée)
- 1981 : Ród Gąsieniców de Konrad Nałęcki et Józef Kapeniak (série télévisée)
- 1981 : Królowa Bona de Janusz Majewski
- 1981 : Vabank de Juliusz Machulski : Kramer
- 1983 : Danton d'Andrzej Wajda
- 1983 : Epitafium dla Barbary Radziwiłłówny de Janusz Majewski
- 1984 : Vabank 2 de Juliusz Machulski : Kramer
- 1986 : Chronique des événements amoureux d'Andrzej Wajda
- 1987 : Kingsajz de Juliusz Machulski : Kramerko
- 1987 : Trójkąt Bermudzki de Wojciech Wójcik
- 1993 : Czterdziestolatek. 20 lat później de Jerzy Gruza et Adam Iwiński (série télévisée)
- 1993 : Do widzenia wczoraj. Dwie krótkie komedie o zmianie systemude Janusz Majewski
- 1993 : Straszny sen Dzidziusia Górkiewicza de Kazimierz Kutz
- 1998 : Złoto dezerterów de Janusz Majewski
- 1999 : Siedlisko de Janusz Majewski (série télévisée)
- 2008 : 39 i pół (en) de Łukasz Palkowski et Łukasz Jaworski (série télévisée)
- 2011 : Lettres à Saint Nicolas (en) de Mitja Okorn
- 2013 : Dzień kobiet de Maria Sadowska

## Décorations
- Officier de l'ordre Polonia Restituta (2000)
- Médaille d'or du Mérite culturel polonais Gloria Artis (2010)